# Milano-Sanremo 2010
La Milano-Sanremo 2010, centounesima edizione della corsa, si è disputata il 20 marzo 2010 e ha affrontato un percorso totale di 298 km. La vittoria è andata allo spagnolo Óscar Freire, che ha terminato in 6h57'28"

## Percorso
Come per le edizioni precedenti la corsa, partita da Piazza Castello a Milano, ha attraversato il Pavese e la provincia di Alessandria per poi entrare in Liguria ed immettersi sulla statale Aurelia, passando per i territori di Genova, Savona e Imperia ed arrivare a Sanremo. Il percorso ha affrontato gli storici salita delle Mànie e Passo del Turchino, Cipressa e Poggio. I corridori, giunti a Sanremo, hanno svoltato in via Nino Bixio per immettersi sul Lungomare Italo Calvino, luogo del traguardo.

## Squadre e corridori partecipanti
Al via si sono presentate venticinque squadre ciclistiche, delle quali diciassette hanno licenza da "UCI ProTeam", solo la Footon-Servetto è stata esclusa. Le altre otto squadre rientrano nella fascia "UCI Professional Continental Team".
| N.      | Cod. | Squadra               |
| ------- | ---- | --------------------- |
| 1-8     | THR  | Team HTC-Columbia     |
| 11-18   | ASA  | Acqua e Sapone        |
| 21-28   | ALM  | AG2R La Mondiale      |
| 31-38   | AND  | Androni Giocattoli    |
| 41-48   | AST  | Astana                |
| 51-58   | BBO  | Bbox Bouygues Telecom |
| 61-68   | BMC  | BMC Racing Team       |
| 71-78   | GCE  | Caisse d'Epargne      |
| 81-88   | CMO  | Carmiooro-N.G.C.      |
| 91-98   | CTT  | Cervélo TestTeam      |
| 101-108 | COG  | Colnago-CSF Inox      |
| 111-118 | EUS  | Euskaltel-Euskadi     |
| 121-128 | FDJ  | Française des Jeux    |

| N.      | Cod. | Squadra             |
| ------- | ---- | ------------------- |
| 131-138 | GRM  | Garmin-Transitions  |
| 141-148 | ISH  | ISD-Neri            |
| 151-158 | LAM  | Lampre-Farnese Vini |
| 161-168 | LIQ  | Liquigas-Doimo      |
| 171-178 | OLO  | Omega Pharma-Lotto  |
| 181-188 | QST  | Quick Step          |
| 191-198 | RAB  | Rabobank            |
| 201-208 | SKY  | Team Sky            |
| 211-218 | KAT  | Team Katusha        |
| 221-228 | MRM  | Team Milram         |
| 231-238 | RSH  | Team RadioShack     |
| 241-248 | SAX  | Team Saxo Bank      |

## Resoconto degli eventi
La prima fase della corsa è stata caratterizzata da una lunga fuga a tre, composta da Diego Caccia (ISD-Neri), Fabrice Piemontesi (Androni) e Aristide Ratti (Carmiooro-N.G.C.) che, partiti dopo solo un chilometro, hanno guadagnato più di 20 minuti e sono stati raggiunti dopo 200 km sulla salita delle Manie. Nei chilometri precedenti l'inizio dei Capi (nell'ordine Capo Mele, Capo Cervo, Capo Berta), ha attaccato il francese Maxime Bouet (AG2R) che ha staccato di poco più di un minuto il gruppo e al cui inseguimento si è lanciato un gruppetto di sette uomini. Sul Capo Berta il fuggitivo è stato raggiunto e superato dall'ucraino Dmytro Hrabovs'kyj (ISD-Neri), raggiunto a sua volta dal gruppo prima di affrontare la Cipressa. Al termine della discesa è stato un altro francese ad attaccare, Yoann Offredo della Française des Jeux, poi ripreso sul Poggio. Sono seguiti diversi attacchi, sia sul Poggio sia verso il traguardo, ma il gruppo è arrivato compatto a Sanremo e Óscar Freire ha battuto in volata il belga Tom Boonen e l'italiano Alessandro Petacchi.

## Ordine d'arrivo (Top 10)
| Pos. | Corridore           | Squadra       | Tempo     |
| ---- | ------------------- | ------------- | --------- |
| 1    | Óscar Freire        | Rabobank      | 6h 57'28" |
| 2    | Tom Boonen          | Quick Step    | s.t.      |
| 3    | Alessandro Petacchi | Lampre        | s.t.      |
| 4    | Sacha Modolo        | Colnago       | s.t.      |
| 5    | Daniele Bennati     | Liquigas      | s.t.      |
| 6    | Thor Hushovd        | Cervélo       | s.t.      |
| 7    | Francesco Ginanni   | Androni Gioc. | s.t.      |
| 8    | Maksim Iglinskij    | Astana Team   | s.t.      |
| 9    | Philippe Gilbert    | Omega Pharma  | s.t.      |
| 10   | Luca Paolini        | Acqua & Sap.  | s.t.      |

## Punteggi UCI
| Pos. | Corridore           | Squadra        | Punti |
| ---- | ------------------- | -------------- | ----- |
| 1    | Óscar Freire        | Rabobank       | 100   |
| 2    | Tom Boonen          | Quick Step     | 80    |
| 3    | Alessandro Petacchi | Lampre         | 70    |
| 4    | Sacha Modolo        | Colnago        | 60    |
| 5    | Daniele Bennati     | Liquigas-Doimo | 50    |
| 6    | Thor Hushovd        | Cervélo        | 40    |
| 7    | Francesco Ginanni   | Androni Gioc.  | 30    |
| 8    | Maksim Iglinskij    | Astana Team    | 20    |
| 9    | Philippe Gilbert    | Omega Pharma   | 10    |
| 10   | Luca Paolini        | Acqua & Sap.   | 4     |

| Pos. | Squadra             | Punti |
| ---- | ------------------- | ----- |
| 1    | Rabobank            | 100   |
| 2    | Quick Step          | 80    |
| 3    | Lampre-Farnese Vini | 70    |
| 4    | Colnago-CSF Inox    | 60    |
| 5    | Liquigas-Doimo      | 50    |
| 6    | Cervélo TestTeam    | 40    |
| 7    | Androni Giocattoli  | 30    |
| 8    | Astana Team         | 20    |
| 9    | Omega Pharma-Lotto  | 10    |
| 10   | Acqua & Sapone      | 4     |

| Pos. | Nazione    | Punti |
| ---- | ---------- | ----- |
| 1    | Italia     | 214   |
| 2    | Spagna     | 100   |
| 3    | Belgio     | 90    |
| 4    | Norvegia   | 40    |
| 5    | Kazakistan | 20    |